# Phoebe Cates
Phoebe Belle Cates (Nueva York, 16 de julio de 1963) es una actriz estadounidense. Alcanzó su mejor momento de popularidad durante los años 1980 gracias a sus interpretaciones en Paradise, Fast Times at Ridgemont High o Gremlins.

## Biografía
Nació el 16 de julio de 1963 en Nueva York. Es hija del fallecido director y productor Joseph Cates y de madre filipina. Tiene dos hermanas llamadas Valerie y Alexandra. Su primer trabajo fue como modelo para la revista Seventeen. Luego, ejerció como cuidadora en una guardería infantil de Nueva York.
A fines de 1981, se animó a iniciar una carrera como actriz y debutó como la protagonista del film canadiense Paradise de 1982, junto al actor Willie Aames, en la que interpretaban a David y Sarah, una pareja de jóvenes que iba a parar a un lugar paradisíaco donde ambos descubrían el amor. Este film, con rasgos eróticos y de aventuras, era un intento para explotar el éxito de The Blue Lagoon (1980), de la que se copiaron hasta escenas concretas. En esta película Cates también fue la intérprete del tema central de la banda sonora, llamado también Paradise.
Su segundo largometraje, también en 1982, fue Fast Times at Ridgemont High, una comedia estudiantil con elementos dramáticos al lado de futuras estrellas como Sean Penn, Judge Reinhold, Jennifer Jason Leigh, Eric Stoltz, Forest Whitaker y Anthony Edwards entre los más conocidos. Aquí interpretó a la bella estudiante Linda. Por este papel consiguió destacar como un pequeño mito erótico de principios de los 80, gracias a una secuencia en la que aparecía en toples.
Su siguiente trabajo también estuvo relacionado con la comedia juvenil porque protagonizó Private School for Girls, donde era una chica que asistía a un exclusivo colegio unisexual. Se relacionaba con un chico de un instituto de varones y e iba a pasar un fin de semana en lo que se suponía iba a ser una salida romántica, pero donde todo salía al revés. Cates popularizó dos temas de la cinta con Matthew Modine y Sylvia Kristel.
Posteriormente intervino en el telefilme dramático Lace, del que se realizó una continuación al año siguiente. En 1984 obtuvo el papel femenino en Gremlins, dirigida por Joe Dante y producida por Steven Spielberg. Aquí, aparte de aniquilar a las criaturas, interpretaba a Kate Berringer, la novia de Billy Peltzer (Zach Galligan), el propietario de Gizmo y responsable de la catástrofe. La película fue un gran éxito comercial y se convirtió en objeto de culto, pero las auténticas estrellas del film resultaron ser los gremlins (criaturas animatrónicas creadas por el equipo de efectos especiales).
Ese mismo año también debutó en los escenarios del off-Broadway con la obra The Nest of the Wood Grouse. A este trabajo siguieron otros montajes teatrales destacados como Rich Revelations, The Sea Gull, Mucho ruido y pocas nueces y Romeo y Julieta. Fue elegida por la revista Harper's Bazaar como una de las diez mujeres más bellas de 1984.
Sus films posteriores fueron más discretos a nivel comercial, como el drama sobre la drogadicción en ambientes de alto standing Noches de neón, junto a Michael J. Fox y Kiefer Sutherland. O la comedia dramática generacional Shag, ritmo en los talones (1989), donde tuvo como compañeras de reparto a Annabeth Gish y Bridget Fonda.
En 1989 contrajo matrimonio con el actor Kevin Kline, al que había conocido en 1983 cuando ella se presentó a una fallida audición para un papel en la película Reencuentro de Lawrence Kasdan. Ambos se establecieron en Manhattan y comenzó a dejar su carrera en un segundo plano.
En 1990 volvió a coincidir con Zach Galligan en Gremlins 2: la nueva generación, secuela menos lograda que también contó con la dirección de Joe Dante.
Luego hizo un cameo en la comedia negra Te amaré hasta que te mate de Lawrence Kasdan, protagonizada por Kevin Kline, Tracey Ullman, Joan Plowright, River Phoenix, Keanu Reeves y William Hurt.
Un año más tarde, nació Owen, el primer hijo que tuvo con su esposo, motivo por el cual se vio obligada a ser sustituida por Kimberly Williams en la comedia El padre de la novia (1991).
En 1993 participó en el drama romántico independiente Maldito Nick, con Bridget Fonda, Eric Stolz y Tim Roth completando el reparto. Un año más tarde, fue la protagonista de la comedia británica de época Princess Caraboo, donde fue secundada por Jim Broadbent, Kevin Kline, John Lithgow y Stephen Rea. Tras esta película, decidió retirarse de las pantallas para ejercer como madre de su segunda hija, Greta, nacida en 1994, mientras Kevin Kline proseguía con su exitosa carrera cinematográfica.
No fue hasta 2001 cuando regresó a las pantallas con la comedia independiente The Anniversary Party, dirigida y protagonizada por su amiga Jennifer Jason Leigh en colaboración con el actor Alan Cumming. Phoebe participó en el film junto a su esposo e hijos, lo cual significó su último trabajo hasta la fecha.
En la actualidad permanece casada junto a Kevin Kline, mientras que sus vástagos Owen y Greta han proseguido su trayectoria como actores con la comedia independiente The Squid and the Whale (2005).
Como datos curiosos podemos señalar que el grupo Fenix TX le dedicó una canción y que el creador de cómics japonés Izumi Matsumoto se inspiró en su imagen para crear el personaje de Madoka Ayukawa, perteneciente a su serie Kimagure Orange Road (en España, Johnny y sus amigos).

## Vida personal
Varios de sus familiares son conocidos en el mundo del espectáculo. Entre ellos su esposo Kevin Kline; su padre, el productor Joseph Cates; y su tío, el director y productor Gilbert Cates.
Prácticamente retirada de la actuación, actualmente su actividad principal se encuentra en el mundo de la moda y posee una boutique llamada Blue Tree, en Madison Avenue, en la ciudad de Nueva York. Donde reside con su esposo y sus dos hijos, Owen y Greta.

## Filmografía

### Cine y televisión
| Año  | Título                          | Rol                         | Notas                    |
| ---- | ------------------------------- | --------------------------- | ------------------------ |
| 1982 | Paradise                        | Sarah                       |                          |
| 1982 | Fast Times at Ridgemont High    | Linda Barrett               |                          |
| 1983 | Private School                  | Christine Ramsey            |                          |
| 1983 | Baby Sister                     | Annie Burroughs             | Película para televisión |
| 1984 | Lace                            | Elizabeth «Lili» Lace       | Miniserie                |
| 1984 | Gremlins                        | Kate Beringer               |                          |
| 1985 | Lace II                         | Elizabeth «Lili» Lace       | Miniserie                |
| 1987 | Date with an Angel              | Patricia «Patty» Winston    |                          |
| 1988 | Bright Lights, Big City         | Amanda Conway               |                          |
| 1989 | Shag                            | Carson McBride              |                          |
| 1989 | Heart of Dixie                  | Aiken Reed                  |                          |
| 1990 | Te amaré hasta que te mate      | Novia de Joey en la disco   |                          |
| 1990 | Gremlins 2: La nueva generación | Kate Beringer Peltzer       |                          |
| 1991 | Drop Dead Fred                  | Elizabeth «Lizzie» Cronin   |                          |
| 1993 | Maldito Nick                    | Carol                       |                          |
| 1994 | Princess Caraboo                | Princesa Caraboo/Mary Baker |                          |
| 2001 | Fiesta de aniversario           | Sophia Gold                 |                          |

### Videojuegos
| Año  | Título          | Rol           | Notas |
| ---- | --------------- | ------------- | ----- |
| 2015 | Lego Dimensions | Kate Beringer | Voz   |